# マヤーク核技術施設

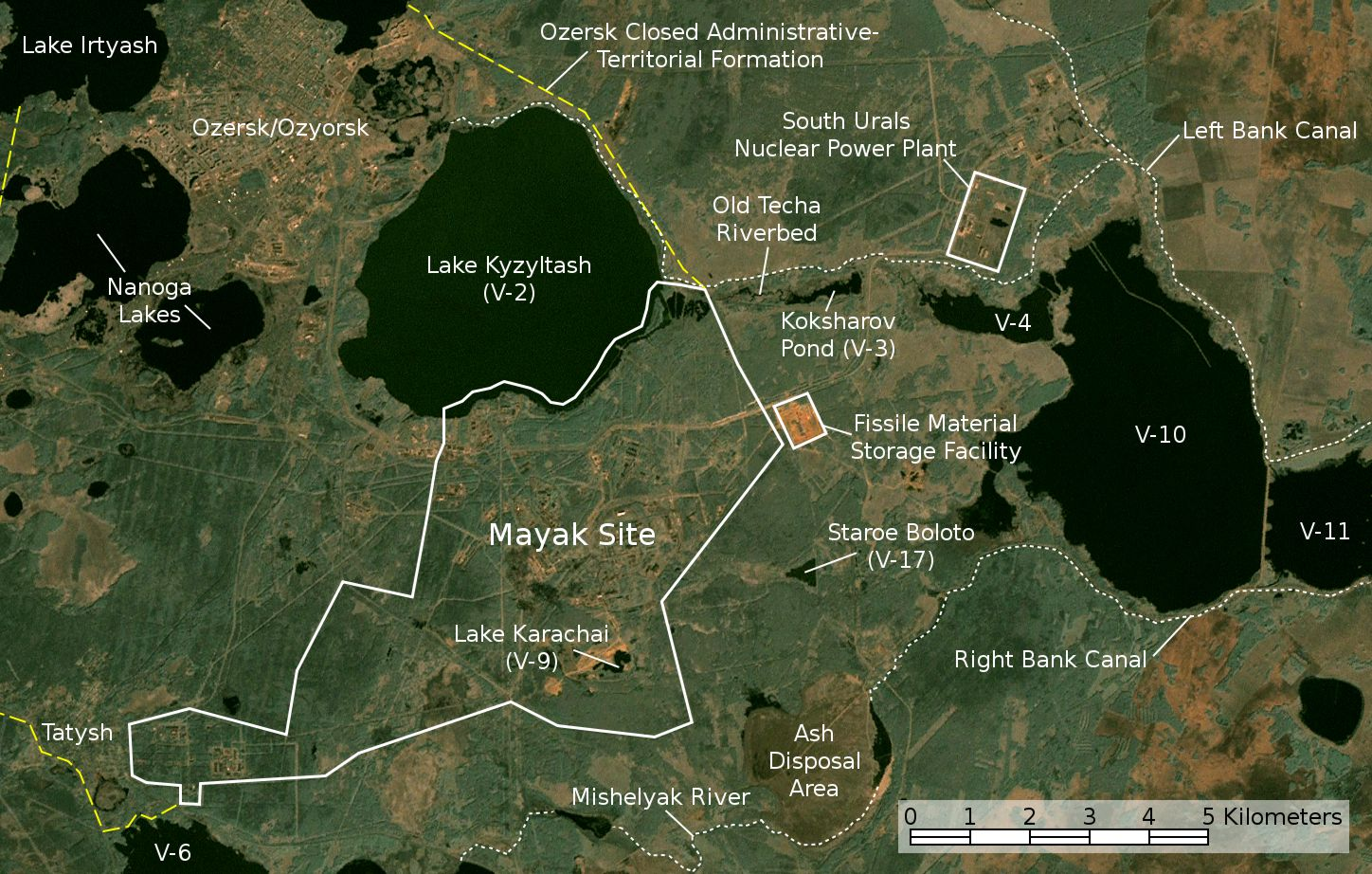
マヤーク核技術施設と周辺の衛星写真。

マヤーク核技術施設（マヤークかくぎじゅつしせつ、ロシア語: Произво́дственное объедине́ние «Мая́к»、生産合同«マヤーク»。マヤークはロシア語で「燈台」という意味である。）は、ロシア連邦のウラル山脈に近いチェリャビンスク州のオジョルスク市近郊に立地する核施設である。化学コンビナートマヤーク、チェリャビンスク-65とも呼ばれる。ソビエト連邦だった時代に核兵器に使用する核分裂性物質を工業的に生産するべく、その初の工場として設置された。1987年以降は兵器級核物質を製造していないとされており、放射性同位体の生産と核燃料の再処理が主な事業ともされている。しかしながら、今もなお秘密にされている部分が有る上に、施設やオジョルスク市への厳しい立入制限が設けられているため、その実態に関する情報は限られている。ただし、ここが使用され続けてきた点は確実であり、その証拠に、1957年のウラル核惨事を含む幾度となく起こしてきた事故を通じて、非常に大量の放射性物質を環境中に放出してきた。どんなに秘密にしても、爆発現象などで環境中に大量の放射性物質を放出すれば、いずれ他国のセンサーで検知されるせいで隠し通せないため、ここで大規模な事故が発生してきた点も確実である。

## 歴史

### 名称変遷史
時代の流れに伴って、マヤークの施設の名称は変遷を辿ってきた。
- 1946年から1967年まで：第817コンビナート（Комбинат No. 817）
- 1967年から1989年まで：化学コンビナート・マヤーク（Химический комбинат «Маяк»）
- 1990年から2001年まで：生産合同マヤーク（Производственное объединение «Маяк»）
- 2001年以降：連邦国営単一企業・生産合同マヤーク（Федеральное государственное унитарное предприятие Производственное объединение «Маяк»; ФГУП ПО «Маяк»）

なお、マヤークに付随するオジョルスクも、閉鎖都市であったため長年に亘って公的名称を持たず、最初はチェリャビンスク40、後にチェリャビンスク65と、郵便私書箱の名称で呼ばれていた。

### 施設史
「化学コンビナート・マヤーク」は、1945年から1948年の間に以前から有った工場集合体を元にして、今日のオジョルスク市と合同でソビエト連邦の原子爆弾開発の中核施設として利用し、急いで建設された。1945年11月には町の最初の建物が建った。建設の総指揮は以前に、白海・バルト海運河建設で建設指揮次官だったヤコヴ・ダヴドロヴィッチ・ラッポートが執った。1947年からは、最初の原子炉建屋建設とそれに続く建築の指揮はミハイル・ザレヴスキーが執った。原子力技術長はニコライ・アントノヴィッチ・ドレジャリで、彼は最初の原子炉Aの構造設計責任者でもあった。この初めてのウラン・黒鉛炉は1948年に稼動し始めた。同年12月には原子炉で生産されたプルトニウム加工用の放射化学施設の稼動も始まった。最初の学術長はヴィタリ・フロピンで、彼は特に再処理工場Bの責任者であった。工場Vでの冶金的な手法による再処理は1949年に開始され、原子爆弾のためのプルトニウム半球を製造した際には、その指揮をアンドレイ・アナトリェヴィッチ・ボチュマーが執った。CIAの報告によれば、この建築作業には約7万人の強制労働者が投入された。ソビエト連邦時代には特に核兵器に用いるプルトニウムの生産が行われ、ソビエト連邦初の原子爆弾であるRDS-1にも使用された。マヤークでは最盛期で25,000人、2003年でも14,000人が働いていた。1948年から1987年までに、合計10基の原子炉が稼動した。1987年以降、マヤークでは核兵器の原料は生産されていないという。1991年までに8基の原子炉が停止された。まだ稼動している2基の原子炉は、医学・軍事・研究用の放射性同位体を生産している。この他にマヤークでは、原子力潜水艦および原子力発電所用の核燃料を生産しており、さらに、使用済み燃料の再処理を行っている。2007年から物理学者のセルゲイ・バラノフが、この研究施設の総監督を務めている。

### 事故（disaster・accident・incident）と不祥事の概史
1946年から1948年にかけて完全に秘密裏に建設されたマヤーク工場では、ソビエト連邦の原子爆弾開発計画のために、プルトニウムを製造する目的で使用された最初の原子炉であった。スターリニズムに従い内務人民委員部のラヴレンチー・ベリヤによって監督された計画では、広島と長崎への原爆投下によって定着したアメリカ合衆国の核優位性に対して、ソビエト連邦が匹敵するために充分な兵器級の材料を生産する事が最優先事項とされたために、労働者の安全や廃棄物の処分方法については、全くと言って良い程に考慮されていなかった。当初の原子炉はプルトニウム生産に特化しており、毎日何トンもの汚染物質を生産し、数千リットルの原子炉に送る冷却水を直接汚染する冷却システムを利用していた。
1957年には放射性廃棄物の貯蔵容器が爆発し、これはキシュテム事故と呼ばれる。この事故は、国際原子力事象評価尺度（INES）で2番目に高いレベル6と判定されており、1986年・チェルノブイリ原子力発電所事故、2011年・福島第一原子力発電所事故に次ぐ、歴史上3番目に重大な原子力事故とされている。この事故により、約27万人が住む約2万平方キロメートルの地域が放射性物質で汚染された。
マヤーク周辺地域は、フランシス・ゲーリー・パワーズが1960年5月1日に最後のスパイ飛行を行い撃墜された場所である。
20世紀末から21世紀初頭にかけての数年間に、マヤークでは稼動許可が完全にあるいは一部撤回されてきた。稼動許可は高レベル放射性廃棄物のガラス固化処理を条件としていたが、1997年春にはガラス固化処理工場内の不具合のためにガラス固化処理が不能に陥り、使用済み核燃料の再処理工場が停止された。同年内に、新しいガラス固化処理工場の稼動まで、充分な容量の中間保管設備を確保して、使用済み核燃料を溜め込んだ上で、再処理工場の稼働が再開された。2003年1月1日には、ロシア環境保護法によって禁止されている放射性廃棄物の河川への垂れ流しが行われていたと発覚し、ロシア原子力当局から稼働停止処分を受けた。放射性物質の河川への流入量を減らすための装置が導入されるまで、再稼働は許可されなかった。
2010年には山火事のためにマヤークの施設は危険に曝された。2010年8月9日には火災が施設に迫ってきたため、担当官庁は緊急事態宣言を発令した。しかし、その宣言は直後に解除された。

### マヤークに関わる外部の動きの歴史
ドイツのハーナウに有った、1回も稼動されなかった燃料棒工場を、マヤークに売却する計画は2000年に放棄された。
2010年には環境保護団体のグリーンピースが、スイスのエネルギー企業のアクスポ・ホールディングを批判した。その理由は、この会社がマヤークで再処理された燃料棒を、それと明示せずに使っていたためである。この燃料棒は、ベツナウ原子力発電所とゲスゲン原子力発電所で使用されていた。これに対応して、スイスの電力会社は燃料棒の由来を確認して契約を見直すと発表した。
2010年9月には、ドレスデン・ロッセンドルフ研究所から出た951本の使用済み燃料棒を、アーハウス使用済核燃料中間貯蔵施設）からマヤークへ送り、再処理した物をロシアの原子力発電所で使う計画が浮上した。この計画はドイツとロシアの環境保護団体からの批判を浴び、殊にマヤークにおいて、放射性物質を安全には貯蔵できない、つまり、充分には放射性物質の漏洩を防げない可能性が疑われた。2010年12月に当時の環境大臣であったノーベルト・レットゲンは、マヤークにおいて核廃棄物の規則に基づいた安全な再処理が保障されるか確信できないとして、この輸送計画を拒絶した。

## 建設と構造

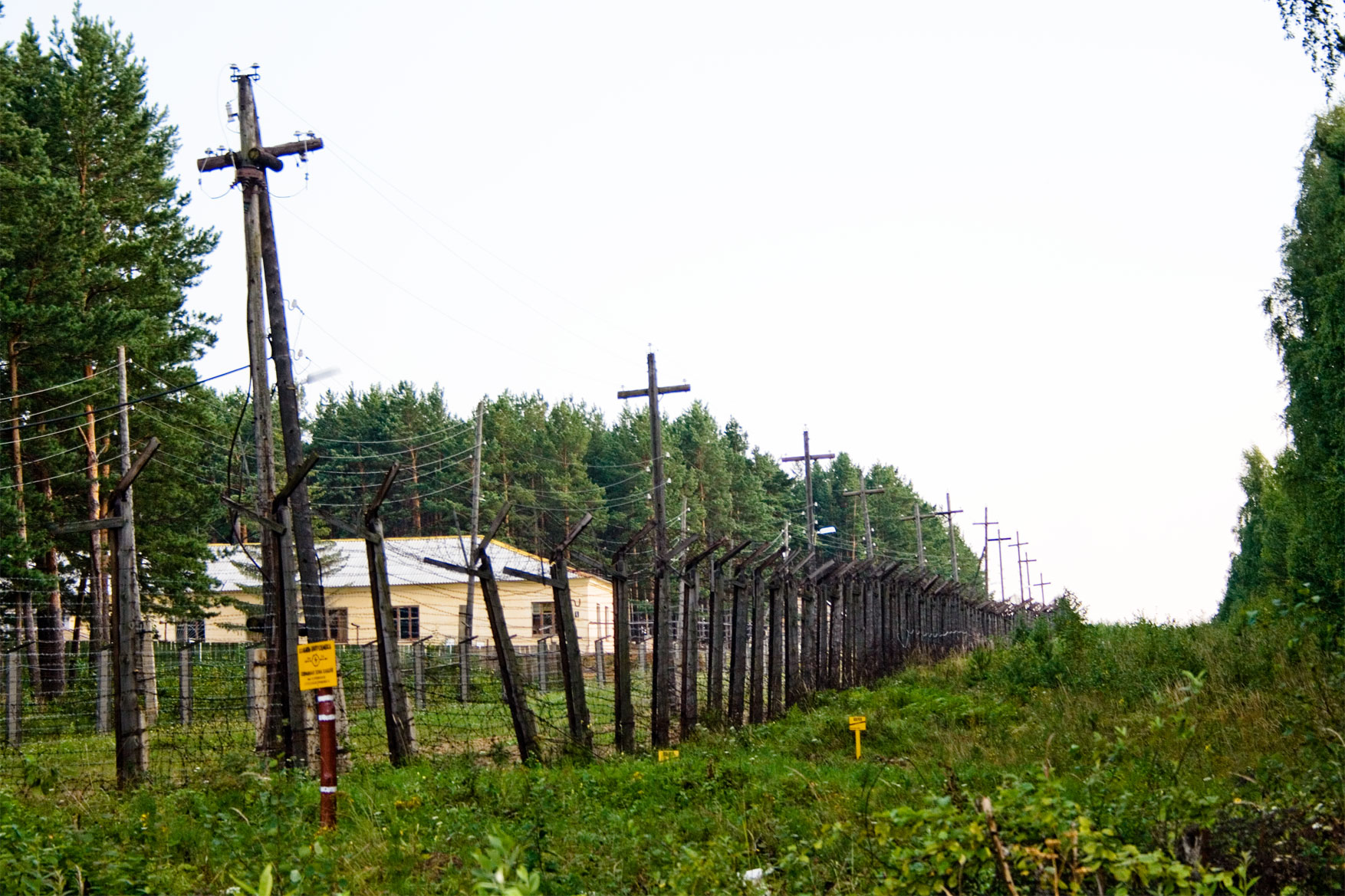
マヤーク核技術施設の囲い。

マヤークの敷地面積はおよそ90平方キロメートルに及ぶ。隣接するオジョルスク市にマヤークの就労者の大部分が住んでおり、マヤーク自体と同じくオジョルスク市も、ソビエト連邦時代の公的地図には記されていない。オジョルスクは、マヤークの施設と時を同じくして建設された。その際には、施設からの排気ができる限り届かないように風向きを考慮して場所の選定が行われた。敷地には幾つかの原子炉、再処理工場、そして放射性廃棄物の保管施設などが有る。マヤーク周辺およそ250平方キロメートルの地域は、立入禁止地区に指定された。
なお近郊には、南ウラル原子力発電所が建設現場が有る。

### 原子炉
様々なタイプの原子炉が合計10基、マヤークで稼動されてきた。
| 原子炉名           | 原子炉タイプ   | 稼動開始日     | 停止日         | 注釈                                         |
| ------------------ | -------------- | -------------- | -------------- | -------------------------------------------- |
| A (アヌシュカ)     | ウラン・黒鉛炉 | 1948年06月01日 | 1987年06月16日 | 熱出力100 MW。その後、500 MWに改造した。     |
| AI                 | ウラン・黒鉛炉 | 1951年12月22日 | 1987年05月25日 | 研究用原子炉                                 |
| AW-1               | ウラン・黒鉛炉 | 1950年07月15日 | 1989年08月12日 | 300 MWtherm                                  |
| AW-2               | ウラン・黒鉛炉 | 1951年03月30日 | 1990年07月14日 |                                              |
| AW-3               | ウラン・黒鉛炉 | 1952年09月15日 | 1991年11月10日 |                                              |
| OK-180             | 重水炉         | 1951年10月17日 | 1966年03月03日 |                                              |
| OK-190             | 重水炉         | 1955年12月27日 | 1965年10月08日 |                                              |
| OK-190M            | 重水炉         | 1966年         | 1986年04月16日 |                                              |
| ルスラン           | 軽水炉         | 1979年06月18日 | 稼動中         | 元は重水炉だった物を改造した。熱出力 1000 MW |
| リュドミラ（LF-2） | 重水炉         | 1987年12月31日 | 稼動中         | 熱出力 1000 MW                               |

マヤーク初の原子炉は軽水冷却黒鉛炉Aであり、この原子炉を従業員はアヌシュカとも呼んだ。アヌシュカは1948年6月7日に初めて、ウランによる臨界状態を達成した。当時のソビエト連邦で使用可能なウラン全量に当たる150トンのウランが、この原子炉の炉心に装填された。その後、この原子炉から放出された中性子に暴露されたウランが、核反応を起こして放射性元素のプルトニウムが得られた。このプルトニウムを精製して、ソビエト連邦初の原子爆弾であるRDS-1が製造された。この原子炉Aは、設計当初は熱出力 100 MWだったものの、後に500 MWに改造された。なお、この原子炉の故障や事故により、原子炉自体で発生する核分裂生成物と、原子炉からの中性子線などを受けて核反応により生成される放射性同位体などが、原子炉建屋から漏出した際には、幾つかの空気フィルターにより、なるべく大気中への放出を喰い止められるような仕組みが用意されてはいた。
ただ、特に稼動開始初期には数々の技術的問題が発生した。主な問題は、ウラン235を濃縮した核燃料のペレットを装填して、燃料棒の形にするために使用するアルミニウム管が腐食や過熱で破損し易い点であった。燃料棒の破損の修理のために、たびたび原子炉から核燃料を取り出す必要が有った。なお、普通ならば核燃料は下方へ取り出して、水中に保存する。しかし、交換用の核燃料が不足していたため、核燃料を原子炉上部に取り出したため、運転員が高線量の放射線を浴びた。
1950年から1952年までに、さらに3基のAW型原子炉が稼動し始めた。これら3基は、ほぼあるいは全く同じ物だった。1951年に最初のOK型の重水炉が稼動し、続いて1955年と1966年にも同タイプの炉が稼働し始めた。重水炉のうち最初の2基はそれぞれ15年後および10年後に停止されたが、その理由は明らかにされていない。
2011年末現在で、稼動中のルスランとリュドミラ（LF-2とも呼ばれる）原子炉は、熱出力 1000 MW で、とりわけ14C、60Co、192Ir、238Puとトリチウムの製造に、軸足を置いているとされる。

### 再処理
特に、プルトニウム238を利用するためには燃え終わった核燃料を、燃料集合体から取り出して、核分裂生成物や、中性子線の影響で核反応が起きて様々な放射性同位体に変わった多様な混合物の中から、プルトニウムを抽出する「再処理」と呼ばれる工程で、プルトニウムを精製しなければ、核兵器製造や原子炉や原子力電池などでの使用はできない。もちろん、ここに含まれる放射性同位体は、一般に非常に強烈な放射能を持っているために、その崩壊に伴って自ら発熱し、また各種の放射線を放出するため、例えば、水を分解して水素と酸素させたりするため、事故が発生し易い工程の1つである。マヤークでは、1948年に燃料集合体から核兵器級プルトニウムを得るための施設Bが稼動し始めた。1969年には施設DBがそれに代わり、これは1987年まで稼動した。核兵器に使用するための冶金加工は、タツィシ集落近郊（マヤークと周辺の衛星写真参照）に、1949年に建てられた施設Vの中で行われた。1987年にマヤークでの核兵器製造は停止したとされるものの、この再処理施設は現在も稼動中である。そして、ここでの使用済み核燃料の再処理の目的は、明らかにされていない。
平和利用目的では、核燃料の再処理が1977年以降施設RT-1で行われている。現在はVVER-440、高速炉BN-350およびBN-600などの商業用発電炉、および、海軍や研究用原子炉からの使用済み核燃料を再処理している。再処理された核燃料物質はRBMK原発用の核燃料やMOX燃料の製造に用いられる。この施設の建設当初は年間処理量410トンで設計されたが、2004年には約150トンしか再処理されなかった。これは施設の老朽化だけでなく、法律により放射性廃棄物の環境への放出規制が厳しくなったためである。今日のマヤークでは、平和利用のための再処理は、放射性同位元素の製造に並ぶ主要業務とされている。
再処理過程で生じる高レベル放射性廃棄物は、中間貯蔵された後に最終貯蔵のためガラス固化施設でガラス固化体に加工される。再処理工程で生じる低レベル・中レベル放射性廃棄物は、主にカラチャイ湖へ放流されてきた。この結果、カラチャイ湖の汚染は酷い状況に陥った。

### 放射性同位元素の製造
1950年代の初めからマヤークでは特殊な放射性同位体の製造が行われており、トリチウムは核兵器、特にブースト型核分裂兵器に使用された。その他、放射性同位体熱電気転換器や医学・農業・産業など各分野で使用される様々な放射性同位体も生産された。
今日でも医学・軍事・学術研究用の同位元素が生産されている。マヤークの施設の関係者自身が発信した情報によれば「ここは137Csや、241Amをベースにした中性子源の輸出では世界一、さらに60Coでは世界市場の30パーセントを占めていて、また、生産高の90パーセントは輸出されている」という。

### 核分裂性物質貯蔵施設

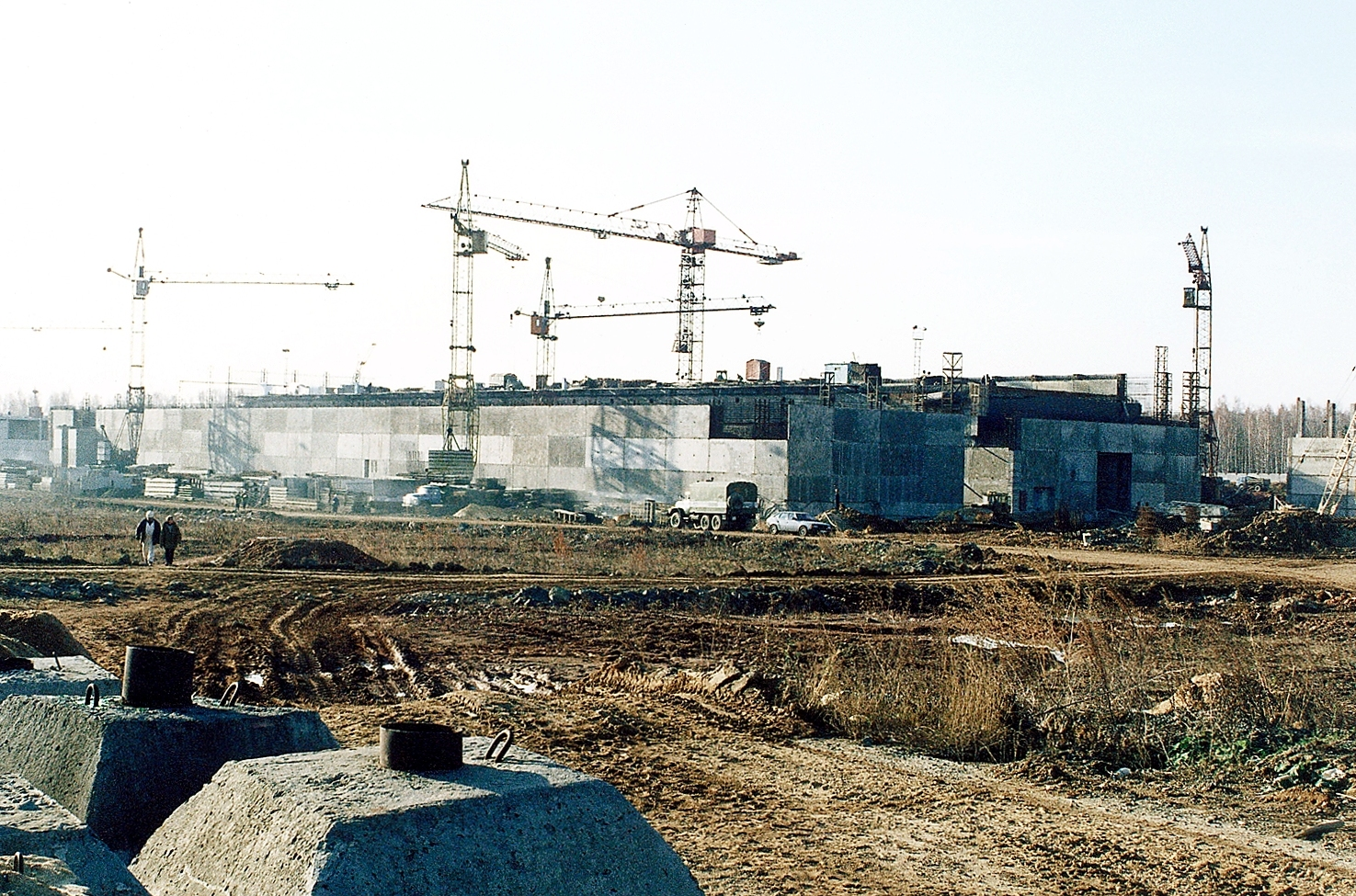
建設中の核分裂性物質貯蔵施設。

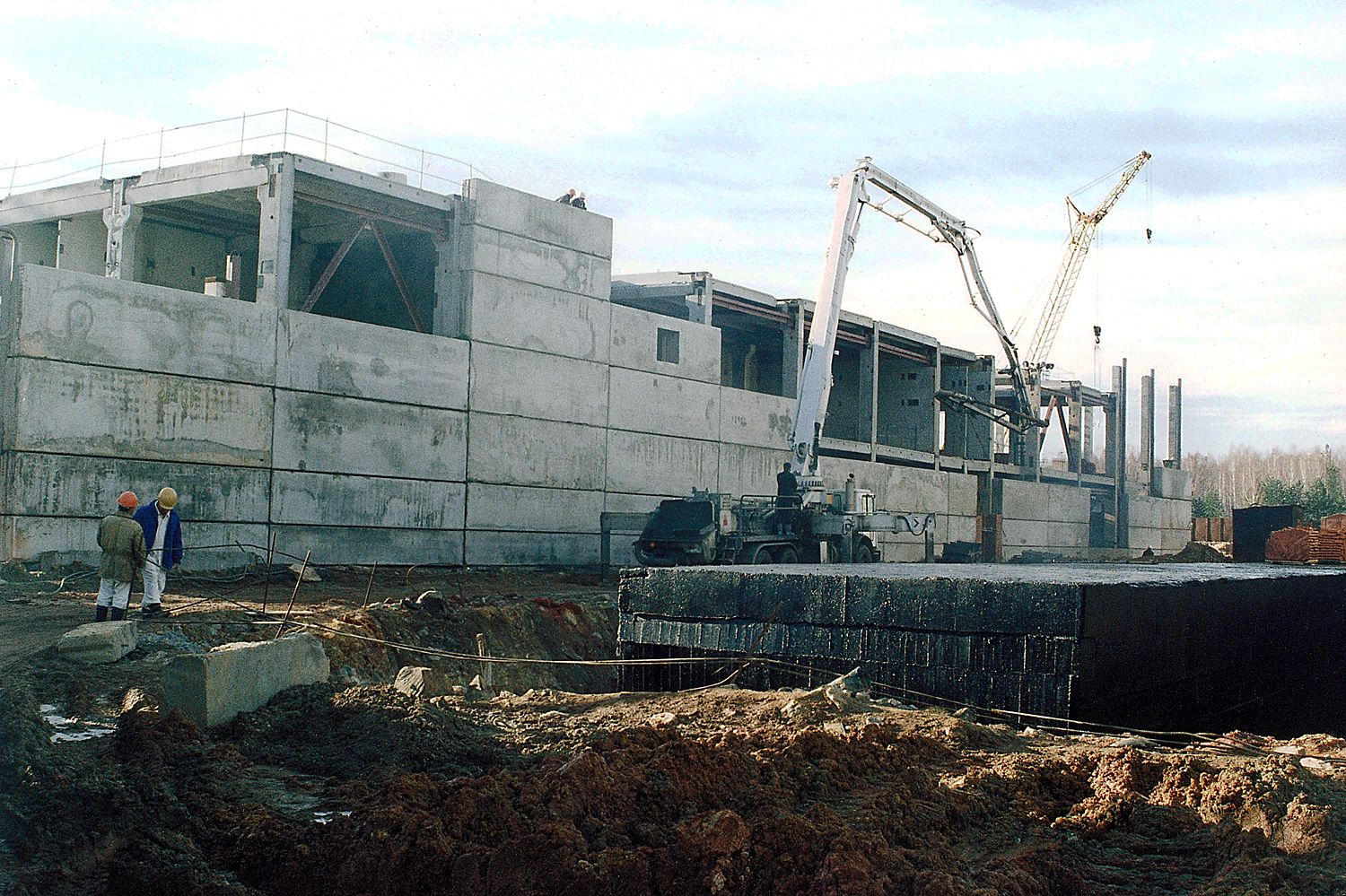
建設中の核分裂性物質貯蔵施設と換気施設。

核分裂性物質貯蔵施設（英語: fissile material storage facility, FMSF、ロシア語: хранилище делящихся материалов, ХДМ ）と呼ばれる核分裂性物質の貯蔵設備を、ロシアとアメリカ合衆国の間の共同事業で整備するNunn–Lugar Cooperative Threat Reduction (CTR)計画が立ち上げられた。その目的は、高濃度で兵器として使用し得る核分裂性物質を、安全にしかも物理的な攻撃にも耐えて保管できる貯蔵所を建設する点に有った。建設は1993年に始まり、2003年に完成した。しかし、初めて核分裂性物質が貯蔵されたのは2006年7月であった。これは、設備がまだ完全な機能を備えておらず、アメリカ側の監視法規と合致しない点が有り、さらにその運営および監視に当たれるレベルにまで、充分に訓練された人員が不足していたからであった。この建設には様々な民間企業とアメリカ合衆国軍およびロシア軍が参加した。それらの中で特に重要な参加者は、アメリカ陸軍工兵司令部と、アメリカ合衆国の建設会社であるベクテルであった。建設費は総額で約4億米ドルに上った。貯蔵施設はマグニチュード8の地震や洪水、飛行機の墜落にも耐えられるとされている。貯蔵容量はプルトニウム50トン、ウラン200トンに達し、これは、12,500発分の廃棄核弾頭から出る核分裂性物質に相当する。しかし、2004年の段階では、この施設の計画利用率は25 %に留まった。使用期間は100年と計画されている。この施設の横に立地する使用済み核燃料再処理施設RT–1の敷地内には、ウラン560トンまで収容できるプールを備える。2004年には、これ以外に原子力潜水艦の核燃料40トン容器が154個納まる貯蔵施設が建設中であった。

### 湖・河川

1949年から1964年までの汚染の進展の様子。

マヤークの施設は、周辺の湖や河川を、放射性廃棄物の捨て場として使ってきた。特に使用済み核燃料の再処理の際に発生する液体の放射性廃棄物は、プルトニウム生産開始後の数年間は、そのままテチャ川に流された。それも、テチャ川を主要な水源としていた住民がいたのにである
。それでも時代の流れと共に、排水口近くの川底に沈殿した放射性物質が、川下へ流されるのを防止するために、運河やダムを使った大規模システムが造られた。元来のテチャ川は、イルチャシュ湖から出てキュスユルタシュ湖を通っている。今はこの川の水は大部分、湖に来る前に左側・北へ斜めに続く運河を通って40 kmほど移され、その後、元々の川へと流れている。
この措置の中で、幾つかの人工的なダム(V-3、V-4、V-10、V-11)が元の川の流れに作られ、そのうちV-10は最も汚染の酷い場所で、約8500テラベクレル(TBq, 8.5×1015 Bq) の放射性を示している。以前、V-10ダムの場所でテチャ川に合流していたミシェリャック川も右側・南の運河でダムへ導かれている。これらの運河は広さ30平方キロメートルのアサノヴォスキー湿地へ流れ込み、ここは220 TBq　(2.2×1014 Bq) の強さで汚染されている。
V-3ダムは1951年に0.78 平方キロメートルの広がりに設置された。V-4(1.6平方キロメートル)ダムは、1956年にすでに存在したダムを高く改造した、かつてのメトリンスクダムを元に造られた。V-3とV-4の貯水容量は、弱放射性下水が1年間に流れる量に大体一致する。V-10(18.6 平方キロメートル)は1956年に設置されV-4ダムから流れてくる水を溜める。最後のダムのV-11による貯水池は47.50 平方キロメートルの最大の物だ。これは1963年に造られた。V-10ダムがすぐに満水になるので、それに続くダムとした。だが、V-11ダムの水準も同じように危険な高さになっている。この水準を下げるために、建設中の南ウラル原子力発電所の冷却水のタンクとして水を使うべきだろう。水温が上がると蒸発が強くなるからだ。北の運河は1962年に南の運河は1972年に建設された。
液体の放射性廃棄物が貯めてある他の湖死水域は、カラチャイ湖（約4 エクサベクレル, 4 · 1018 Bq）とスタロジェ・ボロト池（ダムのせいで起きた汚染・約74 ペタベクレル, 7.4×1016 Bq）. である。このカラチャイ湖は現在ほとんどの部分をセメントで埋め、放射性物質の飛散を防いでいる。この湖の広さは1962年には0.51 平方キロメートルだったが1994年には0.15 平方キロメートルまで狭められた。

## 事故
Gesellschaft für Anlagen- und Reaktorsicherheitによれば、1948年から2008年までに8件の重大事象が記録されている。
| 日付       | 事故内容                                   | INES-指数 | 犠牲者                                                |
| ---------- | ------------------------------------------ | --------- | ----------------------------------------------------- |
| 1953.3.15. | プルトニウム・窒素化合物の容器内の臨界事故 | 3         | 負傷者3名。                                           |
| 1957.4.21  | 高濃縮ウラン容器内の臨界事故               | 4         | 死者1名、負傷者10名。                                 |
| 1957.9.29  | キシュテム事故 貯蔵タンク内の爆発          | 6         | 爆発による負傷者1名、放射線被曝による被害者数は不明。 |
| 1958.1.2   | 高濃縮ウラン容器内の臨界事故               | 4         | 死者3名、負傷者1名。                                  |
| 1960.12.5  | プルトニウム・カルボナットの臨界事故       | 3         |                                                       |
| 1962.9.7   | プルトニウム廃棄物の臨界事故               | 3         |                                                       |
| 1965.12.16 | 高濃縮ウラン廃棄物の臨界事故               | 3         |                                                       |
| 1968.12.10 | プルトニウム液体容器内の臨界事故           | 4         | 死者1名、負傷者1名。                                  |

マヤーク核技術施設の稼動による作業従事者や周辺住民の放射性物質による汚染の点で、21世紀を迎えようとしていた頃から、マヤークでは、ヒトへの放射性汚染の影響の調査が強化された。

### 1957年4月21日高濃度ウラン入りの容器内の臨界事故
グローブボックスに入れてあった容器に、ウラン235の溶液が多く集まり過ぎて、臨界を越えようとした。そのせいで容器は破裂し、溶液の一部がグローブボックスに流れた。ある女性作業員は30〜46グレイの線量を浴び、12日後に死亡した。同じ部屋にいた5人の作業員はそれぞれ3グレイの線量を浴び、急性放射線症候群が出た。その他に5人が、約1グレイの線量を浴びた。この事象は国際原子力事象評価尺度（INES）では4（事故）と評価された。

### 1957年9月29日 キシュテム事故

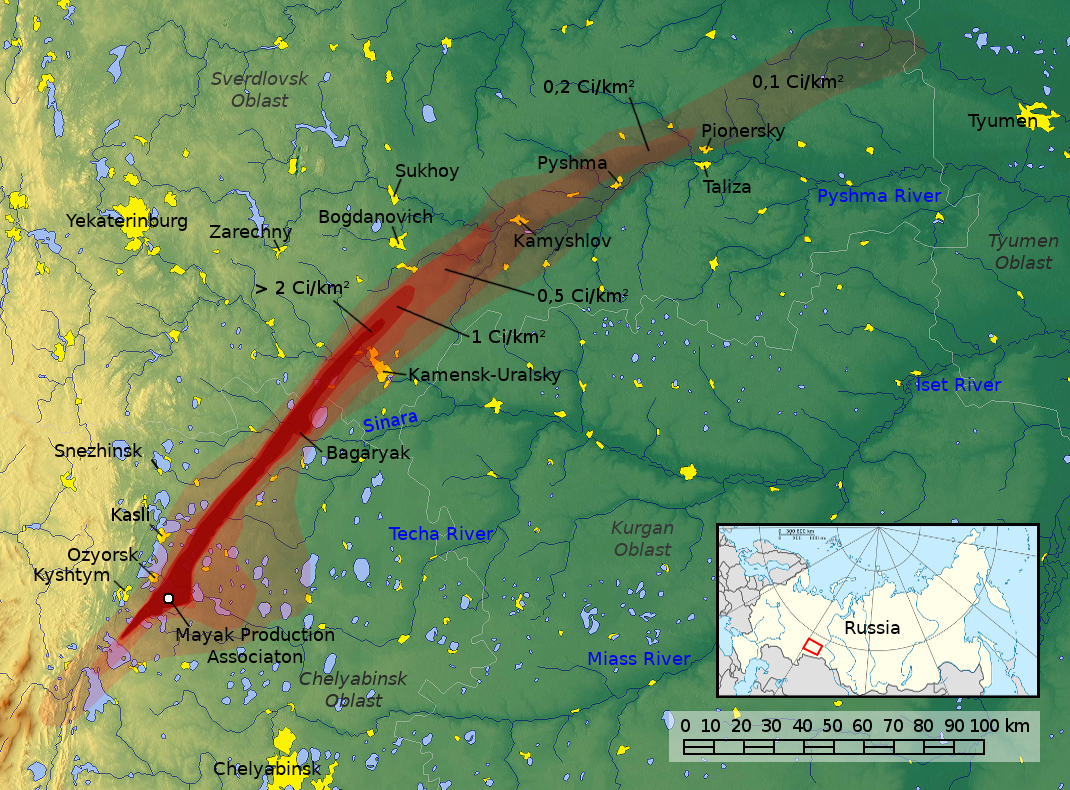
ウラル山脈の東側で、キシュテム事故により汚染された地域。

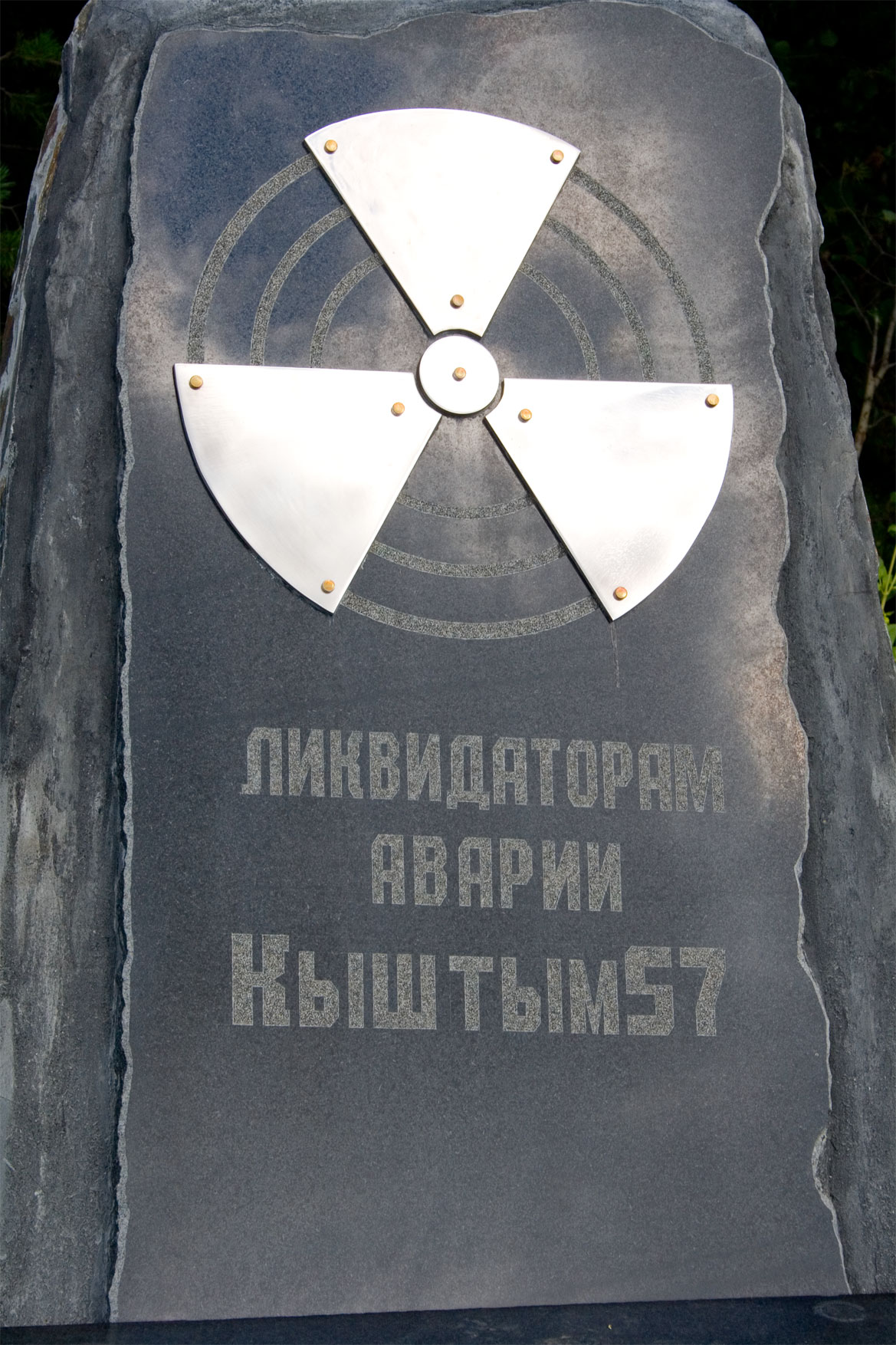
キシュテム事故の犠牲者の記念碑。

1957年9月29日、内部の調整器具の火花により、容積300立方メートルのタンク内に有った結晶化した硝酸塩と、再処理の副生成物が爆発を起こし、大量の放射性物質が環境中に撒き散らされた。マヤークと官庁によれば、この事故によって総量400 PBq（4×1017 Bq）の放射能を有した放射性物質が、2万平方キロメートルの範囲にわたって撒き散らされ、27万人が強い放射線によって被曝した。
この事故を国際原子力事象評価尺度（INES）では、2番目に深刻なレベル6と判定された。

### 1958年1月2日　濃縮ウランの容器内での臨界事故
臨界実験後に、使用したウラン235の溶液は、幾何学的に臨界に達しないように設計された形状の容器に入れ替える事が決められていた。しかし、時間の節約のために、実験者達は入れ替え標準手続きを踏まなかった。その理由は残っている溶液が、臨界に達する量からは程遠いと考えたからだ。しかし、入れ替えの際に問題が起きた。それは、入れ替えの際に、臨界に至り易い溶液の配置ができた上に、その場に人体が存在したため、人体がウランの自発核分裂によって出て来る中性子の減速材・反射材としての役割を果たし、そのせいで溶液は即座に、臨界に到った。臨界とは連続的な核分裂反応であり、その際に膨大な熱を出すわけだが、冷却ができずに溶液は爆発し、3人の作業者が60グレイの放射線量を浴び、4日か5日後に亡くなった。容器から3メートルの距離にいた1人の女性は6グレイを浴び、急性放射線症候群は生き延びたものの、放射線被曝による重度の後遺症に悩まされた。この工場内での臨界実験は、この事故後に中止された。INESではレベル4（事故）と判定された。

### 1967年　汚染物質の嵐
1967年の乾季の際に、放射性廃棄物の中間貯蔵場として使われていたカラチャイ湖の水位が低下した。4月10日から5月15日まで放射性物質によって汚染された沈殿物が、乾いた岸辺から強風によって運ばれ、1800平方キロメートルから5000平方キロメートルの地域まで拡散した。この全体の値は様々な情報源によれば、22 TBq から 220 TBq (2.2 bis 22×1013 Bq) と見積もられている。

### 1968年12月10日　プルトニウム溶液の容器の臨界事故
プルトニウム溶液を20リットル容器から60リットル容器へ移そうとして、60リットル容器の中の溶液が臨界に近くなった。その結果として発生した光と熱のせいで、20リットル容器を持っていた作業者がそれを落とし、中に残っていたプルトニウム溶液が床に流れた。この件が発生した建物からはすぐに避難させられ、放射線防御の担当者は、その領域への立ち入りを禁止した。しかし作業担当長がその建物への入構を強く願い、放射線防御担当者と一緒に事故が起きた部屋の前へ行った。ヒトにとって危険な程に高い線量値のガンマ線が見られたのにもかかわらず、作業担当長は中へ入り、防御担当者がすぐに外へ出した。たぶん作業担当長はプルトニウム溶液の一部を下水タンクへ入れようとしたらしいが、その行為も新たな臨界を招くだけであった。交替作業員長は24グレイの線量を被曝したと見積もられ、1ヶ月後に亡くなった。作業員は約7グレイの被曝で重い放射線病が起きた。彼の両足と片手は壊死し、切断されねばならなくなった。国際原子力事象評価尺度（INES）レベル4と評価された。

### 1994年8月31日　燃料棒の火災
使用済み核燃料の処理中に、燃料棒のカバーが燃え始めた。このせいで8 GBq (8.8×109 Bq)の強度の放射能を有した放射性物質が漏れた。これは年間許容量の4.36 パーセントに当たる。この事故原因として、労働規定違反が有った可能性が考えられ、調査された。

### 2007年6月26日〜28日　パイプラインの漏れ
放射性液体用の管の破損から液体が、2日間にわたって漏れていた。工場長ヴィタリー・サドヴニコフはこの事故の責任を負って失職した。

### 2007年10月25日　放射性廃棄物の垂れ流し
ロシアの公的な発表によれば、2007年10月25日に再処理工場から放射性物質が漏れたものの、これは負傷者も出さず、広域の環境への悪影響も無かったという。ただし、液体の放射性廃棄物がタンクから道路へ流れていた。このような事態が起きた理由としては、安全規則が充分に実行されていなかったからだという。なお、放射性廃棄物が染み込んだ汚染土は、道路から剥ぎ取られた。

### 2008年10月22日　漏れのために3人の負傷者
継ぎ目の破損により貯蔵池から放射性物質がブロック20から流れ出し、そこで働いていた3人のエンジニアが負傷した。そのうちの1人は、この結果、1本の指を切断して、そこからα線を放出する放射性物質が、体内に拡散する事態を防がねばならなかった。

## 放射性物質による悪影響
マヤーク核技術施設の稼動を通して、放射性物質が環境中に大量に撒き散らされてきた。これは特に1957年のキシュテム事故で著しい。この事故の影響は学問調査の一環として、2005年8月1日からSouthern Urals Radiation Risk Research (SOUL) として調査されている。1997年のロシアおよびノルウェー政府による学術調査によれば、1948年以来マヤークからは90Srと137Csが、8.9EBq(8.9×1018Bq)の強度で環境中に散っていった。これはほとんどチェルノブイリ事故で発散した放射性物質の量に相当する(約12 EBq)。その上に、239Puのような放射性物質も放出してきた。環境保護団体は、これによって約50万人が高いレベルの放射線に被曝したと推定している。

### 労働者の被曝
マヤークの初期には、責任者にとってプルトニウムの生産の方が、労働安全より重要だった。再処理装置(工場Bと工場V)、さらに原子炉の傍でも1948年から1958年までは、作業者は高いレベルの放射線を浴びていた。この期間には急性放射線症候群を発症した者の報告が、2089件も出た。1年間の汚染値の生体への影響を加味した線量で、合計17245人が少なくとも1回は0.25 Svを超えていた。また約6000人が合計の汚染値で、1 Sv以上を浴びた。

### 水の汚染

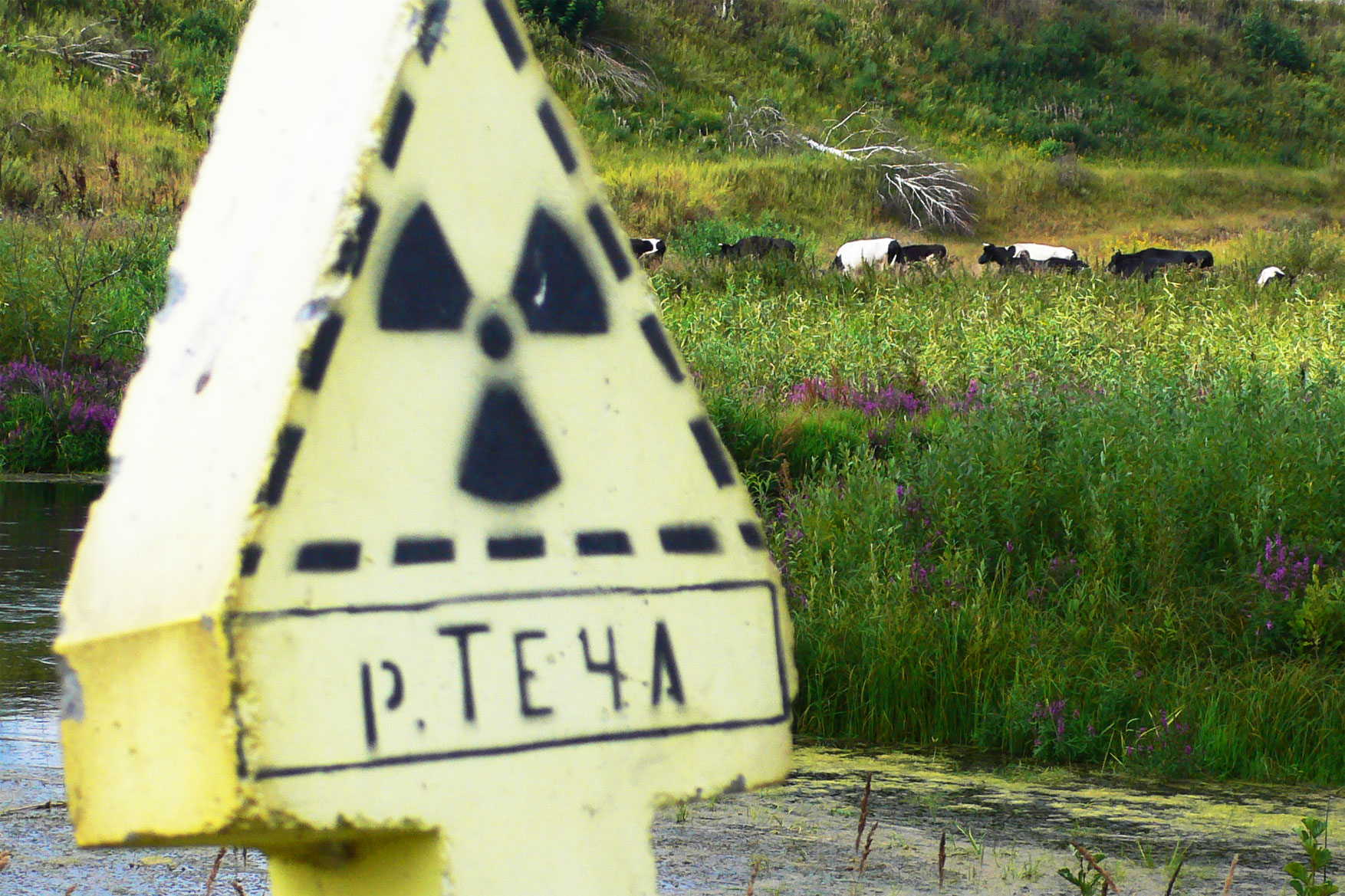
放射性廃棄物の投棄により、放射性物質で汚染されたテチャ川の岸辺にいるウシ。

1948年の操業開始から1951年9月までのマヤーク核技術施設におけるプルトニウムの生産により、7800万平方メートルに上る液体の高レベル放射性廃棄物がテチャ川に流された。そこに含まれていた放射性物質の放射能の全強度は、約106 PBq (1.06×1017 Bq)だと推定された。そのテチャ川からは、流域の住民が飲料水を取っていた。川の流れに沿って、酷い放射性物質による汚染を起こしたので、1951年以降は、液体の高レベル放射性廃棄物は、まずカラチャイ湖へ流された。この湖から地表に流れ出す川は無い。1953年以来、高レベル放射性廃棄物はタンクに貯蔵されたが、中程度の放射性廃棄物はカラチャイ湖へ投棄され続けた。
テチャ川の放射性物質による汚染を理由に、川の上流部の130キロメートル以内の多数の村々の住民が移住させられた。川には鉄条網が張られ、立ち入り禁止の措置をして、警告の看板が立てられた。だが、あらゆる村の住民が避難させられたわけではない。例えば70キロメートル下流の集落ムスリュモヴォには、まだ4000人の村民が移住を待たされている。環境保護団体のグリーンピースは、2011年に移住費用の200万ルーブル(約5万ユーロ)を着服した責任者を非難した。住民達は禁止されているのにもかかわらず、今日までテチャ川畔を、例えば家畜の放牧地として使っている。
1950年以降に産まれた住民で少なくとも1950年から1960年の間にテチャ川畔の41村に住んでいた人々の調査では、ガン症例の3パーセント、白血病症例の63パーセントが、川に流された放射性物質に起因する。
2001年から2004年の間には、担当官庁によれば液体の放射性廃棄物が新たにテチャ川に垂れ流しされたという。核技術研究所所長は裁判にかけられたが、大赦を受け裁判は中止された。
カラチャイ湖には1993年まで、特に1980年以前には20 EBq もの放射性廃棄物が放流されたと推定されている。放射性物質の時間経過による崩壊と、人為的に実施した除染、さらには、地下水への漏出により、2004年には4.4 EBq までに下がったものの、この湖は今なお地上で高レベルに放射能汚染された場所の1つである。1995年の調査によれば、地上核実験で生成された総量の4倍以上もの90Srおよび137Csが含まれていた。さらに、湖水は地下に浸透して地下水を汚染し、周囲に広がっている。
施設操業者の話によれば、2010年11月19日から有効になった新しい規則では、低レベルの汚染水は放射性廃棄物と見なされなくなり、何のチェックも無く環境中に放出されている。

### 土壌汚染
東ウラル地方も同じように、放射性物質により高度に汚染されている。この地方の放射性物質による汚染は、何年にも渡る研究プロジェクトSouthern Urals Radiation Risk Research（SOUL）の調査対象となっている。このプロジェクトには11の西側パートナーが参加しており、その中にはドイツ国立放射線保護機関、ミュンヘン工科大学、カロリンスカ研究所、テサロニキ・アリストテレス大学、ライデン大学、パレルモ大学、フロリダ大学 および数ヶ国の保健機関が含まれる。この研究は ミュンヘン・ヘルムホルツ・センターが指揮している。